# Ольденбург, Фёдор Фёдорович (педагог)
Фёдор Фёдорович Ольденбу́рг (1861— 23 июля [5 августа] 1914, Петроград) — русский педагог и общественный деятель из рода Ольденбургов. Старший брат академика С. Ф. Ольденбурга.

## Ранние годы
Родился в семье генерал-майора Фёдора Фёдоровича Ольденбурга, который после выхода в отставку увлёкся идеями Ж. Ж. Руссо и уехал с семьёй за границу, где слушал лекции в Гейдельбергском университете.  Мать — Надежда Фёдоровна, урождённая Берг, дочь офицера, выпускница, а затем преподавательница французского языка Смольного института.
Окончил первую Варшавскую гимназию (1881; с золотой медалью), историко-филологический факультет Санкт-Петербургского университета (1885. Член возникшего в середине 80-х годах студенческого кружка «приютинцев», названного так по неосуществлённому проекту товарищеского сожительства в колонии Приютино: В. И. Вернадский, С. Ф. Ольденбург, Д. И. Шаховской, А. А. Корнилов, И. М. Гревс, А. С. Лаппо-Данилевский, А. М. Калмыкова и др.

## Педагог
По окончании университета ему предложили готовиться к профессуре, но он решил заняться практической деятельностью в области народного образования. С 1887 жил в Твери, заведовал учебно-воспитательной частью в Тверской женской учительской школе имени П. П. Максимовича, преподавал педагогику, историю педагогики, психологию, руководил педагогический практикой учащихся. За годы его работы им были подготовлены тысячи народных учительниц.
Был сторонником педагогических идей К. Д. Ушинского, работал над обновлением содержания педагогических занятий в школе, разработал систему педагогической практики. Создатель губернского земского справочно-педагогического бюро. С 1903 — член Тверского общества любителей истории, археологии и естествознания.
В 1907 — организатор Тверского общественно-педагогического кружка, созданного с целью обобщения педагогического опыта и распространения научных знаний среди учителей. В 1912 — инициатор создания Постоянных педагогических курсов Тверского губернского земства. Положил начало организации текущей школьной статистики в России, участвовал в работах общеземских съездов по народному образованию (1911, 1913), был членом орфографической подкомиссии Академии наук.
В земстве работал безвозмездно, отказавшись также, несмотря на материальную необеспеченность, от денежной награды по поводу 25-летия его работы. В ноябре 1912 земские и педагогические круги отпраздновали этот юбилей Ольденбурга, причем в адресах отмечалась его «разносторонняя, чрезвычайно широкая образованность, общая и специальная», его заслуги «по освещению тьмы глухих углов лучами знания и человечности», его «внутреннее и внешнее изящество, благородство духа, широта взглядов и преданность общественным интересам». В 1910—1912 он читал лекции в Санкт-Петербургском политехническом институте.

## Общественный деятель
Фёдор Ольденбург принимал энергичное участие в общественной жизни, объединяя все демократические силы Тверской губернии. Был одним из вдохновителей создания и деятельности Союза освобождения и его печатного органа. После 1905 руководил тверским губернским комитетом Конституционно-демократической партии (Партии народной свободы). Был выборщиком во все составы Государственной думы, в 1907 на выборах во II Государственную думу отказался от избрания депутатом в пользу крестьянина.

## Труды
- Народные школы Европейской России в 1892-93 гг. Статистический очерк, Спб., 1896.
- Заметки по статистике начального образования в России, Спб., 1898.